# 沃羅諾維察
49°5′56″N 28°40′59″E / 49.09889°N 28.68306°E

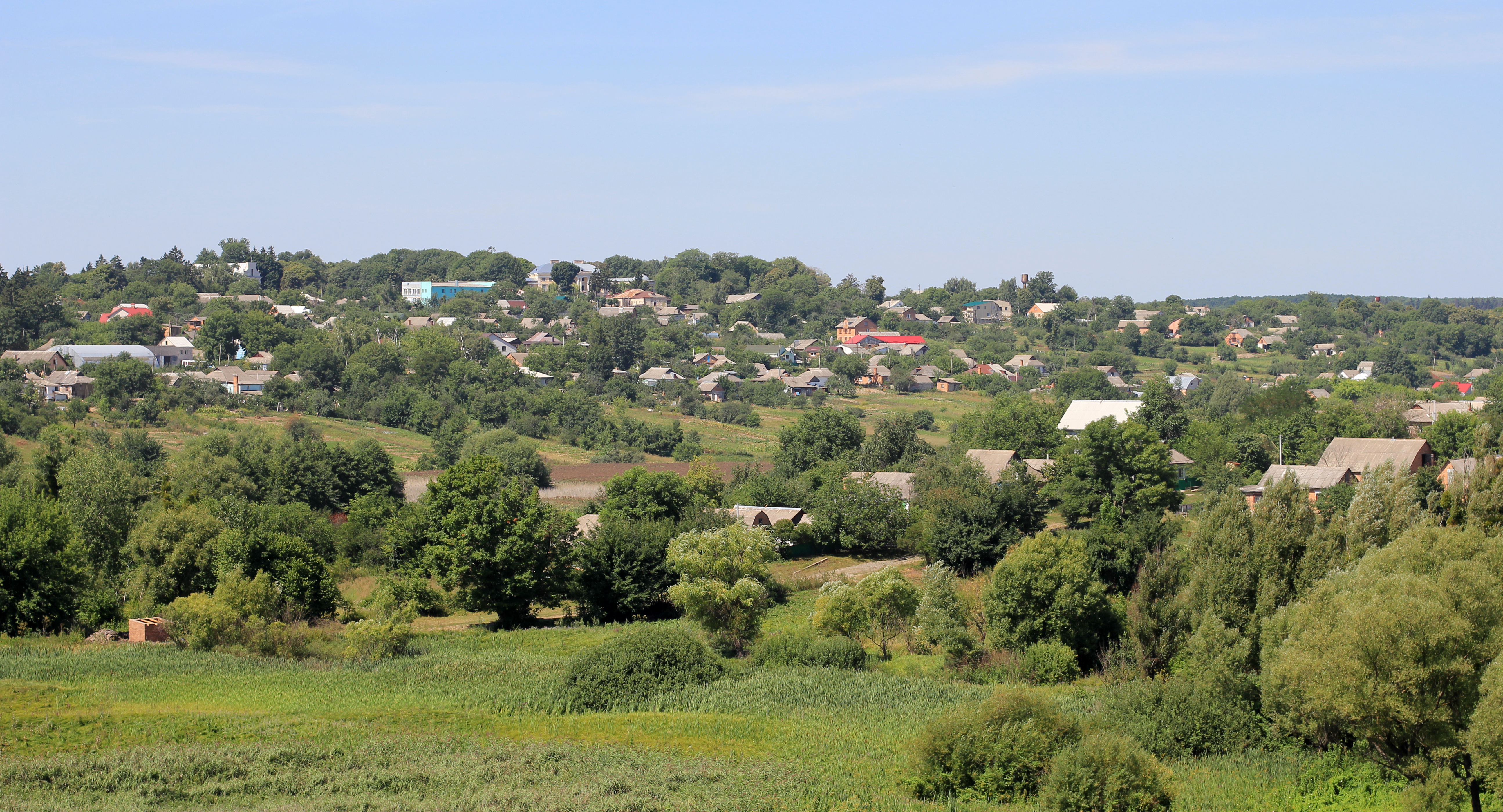

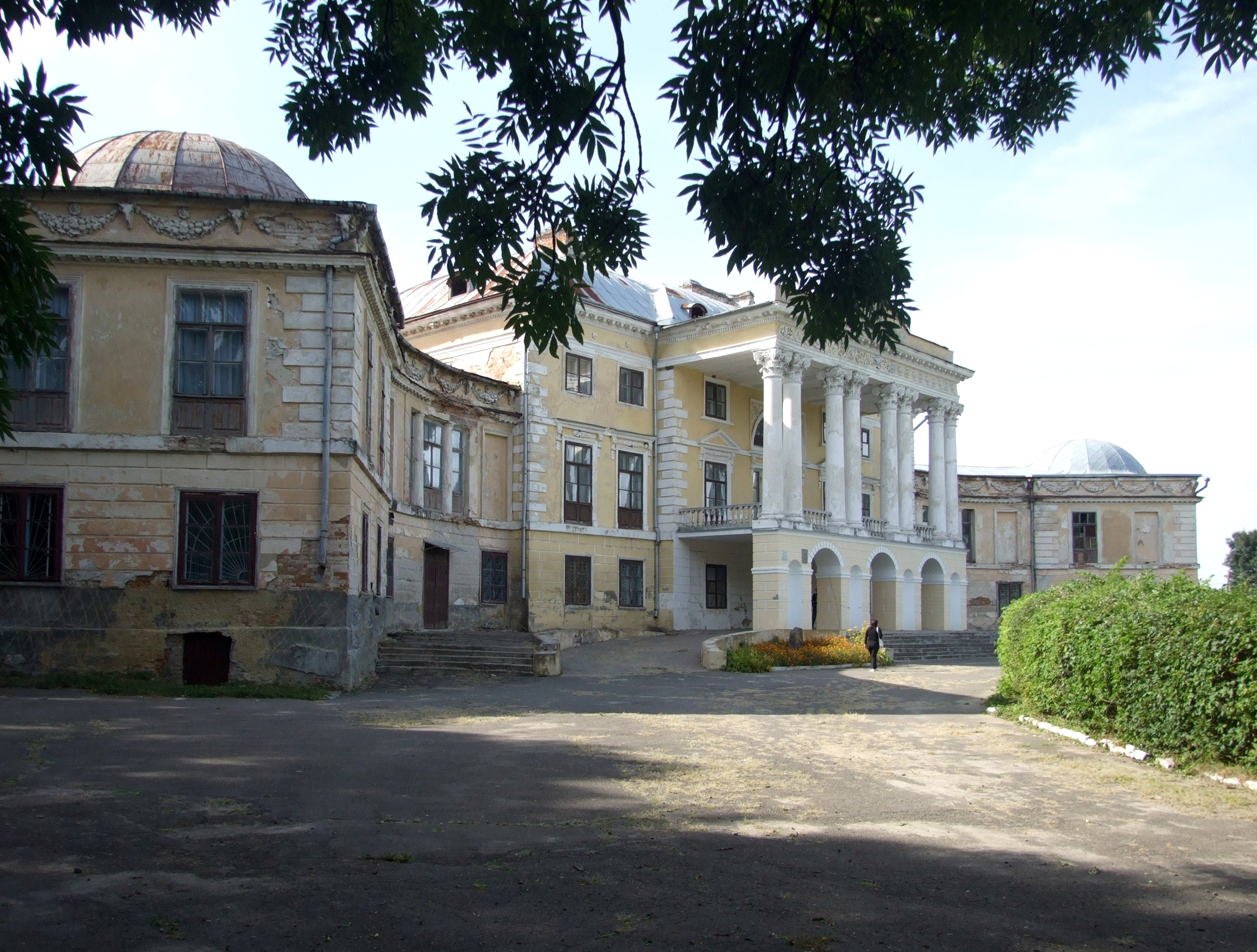

沃羅諾維察是烏克蘭西南部文尼察州文尼察區沃罗诺维察市镇内的市級鎮及行政中心。處於沃龍卡河畔，面積1.09平方公里，海拔高度245米，2011年人口6,466人，人口密度每平方公里5,932人。